# Catherine Baker Knoll
Catherine Baker Knoll, född 3 september 1930 i McKees Rocks, Pennsylvania, död 12 november 2008 i Washington, D.C., var en amerikansk demokratisk politiker. Hon var viceguvernör i delstaten Pennsylvania från 21 januari 2003 fram till sin död.
Catherine Baker studerade vid Duquesne University. Hon gifte sig 1952 med Charles A. Knoll. Paret fick tre söner och en dotter.
Catherine Baker Knoll var delstatens finansminister 1989–1997. Hon tillträdde 2003 som viceguvernör. Hon avled 2008 i ämbetet.